# Петар Поповић (шахиста)
Петар Поповић (Орловат, 14. фебруар 1959) је српски шаховски велемајстор. ФИДЕ му је доделила титулу међународног мајстора 1977. године, а титулу велемајстора 1981.

## Шаховска каријера
Петар Поповић је играо за Новосадски шаховски клуб, од својих почетака до данас, преко 40 година. Освојио је бронзану медаљу на Светском првенству за јуниоре (узраст до 20 година) у Инзбруку (1977).
Играо је у репрезентацији Југославије на четири Шаховске олимпијаде (1986, 1988, 1990 и 1994). Ремизирао је меч са бившом светском шампионком за жене Мајом Чибурданидзе 1986.
Победио је на значајним шаховским турнирима у Вроцлаву (1979), Бајмоку (1980), Печују (1980), Новом Саду (1981), Бечу (1982), Бору (1985), Џакарти (1986) и Зеници (1989). Поделио је прво и друго место са Драганом Барловим на турниру у Пуцареву (1987). На Рубинштајн Меморијалу (Полањица-Здрој, 1982), такође је поделио прво и друго место у завршном пласману.
Освојио је друга места на турнирима у Новом Саду (1982, 1984) и Кану (1986). Поделио је друго и треће место у Старом Смоковецу у Словачкој (1991). Освојио је треће место у Вршцу (1987). Поделио је од четвртог до шестог места у Београду (1987).
Поповић је победио на Првенству СР Југославије у Новом Саду (1995), а на Првенству СР Југославије у Никшићу (1997), поделио је од првог до четвртог места.